# Hidrazin
A hidrazin a nitrogén és hidrogén N2H4 összegképletű vegyülete, szerkezete H2N–NH2. Említik még diamin néven is. A vízmentes hidrazin levegőn füstölgő, ammóniához hasonló, 70-80 ppm koncentrációnál már észlelhető szagú folyadék. Vízzel és alkoholokkal korlátlanul elegyedik.
Neve a görög hydór (ύδωρ = víz) és a francia azote (nitrogén) összetételéből származik.

## Előfordulás
A természetben nem található.

## Előállítása
A hidrazint először Theodor Curtius állította elő 1887-ben. Raschig 1907-ben bevezetett eljárása szerint ammónia lúgos nátrium-hipoklorit oldattal történő reakciójával állítják elő, zselatin vagy enyv (mint komplexképzők) jelenlétében:
{\displaystyle \mathrm {NH_{3}+NaOCl\rightarrow NH_{2}Cl+NaOH} }
{\displaystyle \mathrm {NH_{2}Cl+NH_{3}+NaOH\rightarrow H_{2}N\!\!-\!\!NH_{2}+NaCl+H_{2}O} }
A komplexképzők célja a nehézfémionok, például CuII eltávolítása, melyek katalizálnák a hidrazin és klóramin közötti mellékreakciót. Az oldatból a hidrazin-hidrát (H2N–NH2·H2O) – egy olajszerű folyadék – ledesztillálható, szilárd nátrium-hidroxid (NaOH) hosszas hevítés hatására a hidrát vizét elvonja.

## Fizikai és kémiai tulajdonságai
Cseppfolyós állapotban – a folyékony ammóniához hasonlóan – számos szervetlen sót jól old. Jó redukálószer, az ammóniás réz(II)-klorid oldatot elszínteleníti, nemesfémsókat fémmé redukál. Vizes oldatban az ammóniánál valamivel gyengébb bázis, savakkal egy és kétbázisú sókat képez.
A hidrazin bár pozitív képződéshőjű vegyület, szobahőmérsékleten  tiszta állapotban vagy vizes oldatban stabil. Magasabb hőmérsékleten azonban könnyen – akár robbanásszerűen – bomlik:
{\displaystyle \mathrm {3\ N_{2}H_{4}\rightarrow 4\ NH_{3}+N_{2}+337\ kJ} }
Levegőn meggyújtva is jelentős hőfejlődés közben ég el:
{\displaystyle \mathrm {N_{2}H_{4}(l)+O_{2}(g)\rightarrow N_{2}(g)+2\ H_{2}O(l)} }
Híg vizes oldatból történő meghatározása redukáló képességén alapul:
{\displaystyle \mathrm {N_{2}H_{4}+KIO_{3}+2\ HCl\ {\xrightarrow {H_{2}O/CCl_{4}}}\ N_{2}+ICl+KCl+3\ H_{2}O} }
A végpontot a jód színének a szerves fázisból való eltűnése jelzi.

## Felhasználás
- Atomerőművi vízkezelő anyag (nyomott vizes reaktor típusnál)
- Rakéta-hajtóanyagként (UDMH:aszimmetrikus dimetil-hidrazin)
- Laboratóriumi vegyszerként (erős redukálószer)
- Nagynyomású kazánok vizének kezelésére (oxigénmentesítés)
- Biológiailag aktív anyagok, színezékek és más szerves vegyületek előállítására

## Élettani hatások
- Rákkeltő
- Maró hatású
- Belélegezve égő érzés, köhögés, fejfájás, hányinger, légszomj, torokfájás, görcsök jelentkezhetnek
- Bőrön keresztül is felszívódhat, vörösséget, bőrégést okoz
- Szembe jutva súlyos, mély égést okoz
- Lenyelve hasi görcsök, zavartság, eszméletlenség, hányás, gyengeség jelentkezik